# Дауни, Брайан Майкл
Брайан Майкл Дауни (англ. Brian Michael Downey; 27 января 1951, Дублин) — ирландский ударник, автор песен. Известен как участник и основатель группы Thin Lizzy, а также как друг Фила Лайнотта, который играл с ним ещё до Thin Lizzy, а также в сольных проектах Лайнота.
Начинал играть в нескольких школьных группах. В декабре 1969 года образовалась группа Thin Lizzy (Эрик Белл, Фил Лайнотт и Брайан). Несмотря на смену состава группы со временем, Брайан был единственным бессменным ударником в группе.